# Monochamus urussovii
Monochamus urussovii es una especie de escarabajo longicornio del género Monochamus, familia Cerambycidae. Fue descrita científicamente por Fischer-Waldheim en 1806.
Esta especie se encuentra en Suecia, Letonia, Estonia, Lituania, Ucrania, Finlandia, Rusia, Noruega, Mongolia, Japón, China, Bielorrusia y Corea.